# Stéphane Guivarc'h
Stéphane Guivarc'h, född 6 september 1970 i Concarneau i Bretagne, är en fransk före detta fotbollsspelare och senare simbassängsförsäljare.
Internationellt är han kanske främst ihågkommen för att ha spelat för Frankrike i VM 1998, då landet vann VM för första gången. Guivarc'h medverkade i sex av Frankrikes sju matcher, ofta som ensam anfallare, och startade i finalen mot Brasilien.

## Karriär
Guivarc'h fick sitt genombrott med Guingamp under första halvan av 90-talet. Han vann skytteligan i Ligue 1 två år i rad, först med Rennes 1996/1997 och därefter med Auxerre 1997/1998. Som en följd av de personliga framgångarna i klubbkarriären fick han 1997 debutera i det franska landslaget, och till hemma-VM 1998 blev han av förbundskaptenen Aimé Jacquet uttagen i Frankrikes trupp.
Trots kritik över uteblivna mål under turneringen fick Guivarc'h fortsatt förtroende i anfallet. Han spelade större delen av finalen som fransmännen vann med 3-0. Guivarc'h har hånats för sina uteblivna mål under mästerskapet, men förbundskapten Jacquet har försvarat honom och framhävt Guivarc'hs förmåga att pressa och trötta ut motståndarnas försvar.
Efter VM-guldet flyttade Guivarc'h till Newcastle United, men han såldes snart till skotska Rangers. Trots en imponerande inledning hos Glasgow-klubben tillbringade han bara en säsong i Skottland. I efterhand har författaren och Rangers-kännaren Alistair Aird beskrivit Guivarc'h som en lat spelartyp.
Guivarc'h flyttade senare hem till Frankrike och spelade för sina tidigare klubbar Auxerre och Guingamp. Han avslutade fotbollskarriären 2002, efter att ett par månader varit ur träning som följd av en knäskada.